# SGI Tezro
El SGI Tezro es una serie de estaciones de trabajo informáticas de gama alta vendidas por SGI desde 2003 hasta 2006. Utilizando CPU MIPS y ejecutando IRIX, es el sucesor inmediato de la línea SGI Octane. Los sistemas se produjeron tanto en versión de montaje en bastidor como en torre, y la serie se lanzó en junio de 2003 con un precio de lista de US$20,500. El Tezro se lanzó junto con el SGI Onyx4 y los Tezro de montaje en bastidor comparten muchos componentes con él, incluidas las carcasas de plástico. Los Tezros montados en bastidor son funcionalmente muy similares a un SGI Onyx350 equipado con Infinite Performance. Tezro marcó el regreso del logotipo original del cubo a las máquinas SGI. 
Fue reemplazado en 2008 por la línea de productos SGI Virtu. 

## Especificaciones técnicas

### Arquitectura
Al igual que otros sistemas SGI, el Tezro utiliza un Conmutador de barras cruzadas sin bloqueo para conectar todos los subsistemas. Tezro se basa en la arquitectura Origin 3000. 
ARCS se proporciona como firmware de arranque, al igual que con otros sistemas informáticos SGI de esa época. 

### Procesadores
Los sistemas Tezro usan dos o cuatro microprocesadores MIPS R16000 de 64 bits. 
Los siguientes tipos de procesador R16000 eran opciones disponibles: 
| Caché L2: | Dual (MHz): | Quad (MHz): |
| 4MB       | 700; 800    | 700; 800    |
| 8MB       | 700; 800    | 700; 800    |
| 16MB      | 1000        | 1000        |

Las placas de nodo de los sistemas Onyx/Origin 350/3900 son compatibles y usan la misma RAM. Por ejemplo, una placa R16K a 700 MHz (8MB L2) cuádruple de un CX-Brick funcionará en un Tezro; Es decir, otras placas hasta la misma edición de 1 GHz cuádruple.

### Memoria
El Tezro se entregó con 512 MB de SDRAM DDR. Se puede expandir utilizando DIMM propietarios. La versión de torre soporta hasta 8 GB de memoria total, y la versión de bastidor puede almacenar hasta 8 GB por bloque (2 bloques se pueden vincular directamente mediante cables NUMALink, o hasta 8 con el uso de un enrutador NUMALink). 

### Gráficos
Tezro admite las opciones de gráficos VPro V10 y V12. Las opciones de doble canal se produjeron para las variantes de escritorio que permiten hasta dos pantallas de 1920x1200, mientras que la versión de rack tenía dos cabezales y dos canales disponibles, lo que permite que un Tezro montado en rack totalmente equipado maneje hasta cuatro pantallas de 1920x1200 a la vez. 

## Audio
Los sistemas de torre se enviaron con salida de audio analógica como estándar, y las tarjetas PCI ofrecen capacidades de audio (incluyendo AES de 2 canales de 24 bits y conectores ADAT de 8 canales) en versiones para montaje en rack. 

## Expansión
La cantidad de ranuras PCI de 64 bits disponibles incluidas en un sistema Tezro depende de la cantidad de CPU instaladas en el sistema: 
- 7 ranuras de 133/100 MHz en sistemas de torre de dos o cuatro CPU
- 3 ranuras de 133/100 MHz en sistemas de torre de una sola CPU
- 6 ranuras de 100 MHz y dos de 66 MHz en sistemas montables en rack de 4U
- 2 ranuras de 100 MHz y una de 66 MHz en sistemas de montaje en rack de 2U.

Todas las ranuras PCI en cada modelo de Tezro son ranuras para tarjetas de 3.3V. 
Se produjo un solo conector SCSI U160 para conectar periféricos externos, al igual que una tarjeta FireWire opcional. 